# Barkentina
Barkentina ali škuna barka (alternativno "barquentine " ali "škuna barque") je jadrnica s tremi ali več jambori; s križnim jadrom na prednjem jamboru in vzdolžnimi jadri na glavnem, krmnem in vseh drugih jamborih.

## Sodobna barkentinska jadrnica
Medtem, ko je polno opremljena ladja križno opremljena na vseh treh jamborih, barka pa je križno opremljena razen na krmnem jamboru, barkentina razširja načelo tako, da je križno opremljen le prednji jambor. Prednosti manjše posadke, dobre zmogljivosti pred vetrom in sposobnost relativno tesnega jadranja proti vetru ob prevozu veliko tovora so jo naredile priljubljeno opremo ob koncu devetnajstega stoletja.
Danes so barkentine priljubljene pri sodobnih operaterjih ladij in jadralnega usposabljanja, saj njihova zbirka predvsem vzdolžnih jader izboljšuje zmogljivost, ko ne jadrajo po vetru, medtem ko njihov prednji jambor s križnimi jadri ponuja hitrost na dolge razdalje po vetru in dramatičen videz v pristanišču.

## Etimologija
Izraz "barkentina" izvira iz sedemnajstega stoletja, nastal je iz "barke" po zgledu "brigantine", dvostebelne ladje s križnim jadrom le na sprednjem jamboru in očitno nastal iz besede brig.